# Вермецо
Вермѐцо (на италиански: Vermezzo, на западноломбардски: Verméz, Вермец) е малко градче в Северна Италия, община Вермецо кон Дзело, провинция Милано, регион Ломбардия. Разположено е на 162 m надморска височина.